# Gare de Saint-Chély-d’Apcher
Gare de Saint-Chély-d'Apcher vasútállomás Franciaországban, Saint-Chély-d’Apcher településen.

## Vasútvonalak
Az állomást az alábbi vasútvonalak érintik:
- Béziers-Neussargues-vasútvonal

## Kapcsolódó állomások
A vasútállomáshoz az alábbi állomások vannak a legközelebb:
- Gare d’Aumont-Aubrac
- Gare de Saint-Flour - Chaudes-Aigues